# Nhóm đất phèn
Nhóm đất phèn, tên theo phân loại của FAO là Thionic Fluvisols là tên gọi dùng để chỉ nhóm đất có chứa các vật liệu mà kết quả của các tiến trình sinh hoá xảy ra là sulfuric acid được tạo thành hoặc sẽ sinh ra với một số lượng có ảnh hưởng lâu dài đến những đặc tính chủ yếu của đất (Pons, 1973). Đất phèn (acid sulphate soil) còn gọi là đất chua mặn, là loại đất mà tiến trình hình thành sản sinh ra lượng acid sulphuric ảnh hưởng lâu dài đến đặc tính chủ yếu của đất. Đất phèn thường có màu đen hoặc nâu ở tầng đất, mặt. Đất thường bị glay mạnh ở tầng C, có mùi đặc trưng của lưu huỳnh và H2S.

## Đặc điểm
Đặc điểm là hàm lượng lưu huỳnh tổng số lớn, lượng sắt (Fe3+), muối (NaCl) cao, hàm lượng CaCO3 thấp, nghèo lân và chua hoặc rất chua. Vì vậy vi sinh vật hoạt động khó khăn, quá trình phân huỷ chất hữu cơ gặp trở ngại, hạn chế giải phóng chất dinh dưỡng trong đất, cây trồng sinh trưởng kém và thường đạt năng suất thấp.

## Phân loại
Dựa trên sự hình thành và phát triển của đất, Pons (1973) đã chia đất phèn ra làm hai loại:
- Đất phèn tiềm tàng: Hình thành trong điều kiện khử.
- Đất phèn hoạt động hay đất phèn thật sự: Hình thành trong điều kiện phải có sự oxy hóa.

## Hình thành và phát triển đất phèn
Các loại đất và ngu trầm tích dễ trở thành đất phèn nhất là các loại được hình thành trong phạm vi 10.000 năm trở lại đây, sau sự kiện dâng lên của nước biển (biển tiến) lớn nhất gần đây. Khi mực nước biển dâng lên và làm ngập đất, sulfat trong nước biển trộn lẫn với các trầm tích đất chứa các oxide sắt và các chất hữu cơ. Trong các điều kiện hiếm khí này, các vi khuẩn ưa phân hủy các chất vô cơ như Thiobacillus ferrooxidans (là những loại vi khuẩn có khả năng oxy hóa các khoáng chất bằng oxy của không khí) phân hủy các sulfide sắt (chủ yếu là dạng pyrit) để tạo thành sunphat và acid sunphuric, đây là những thành tố tạo thành đất phèn có hàm lượng sunphat cao và bị chua (do acid sunphuric). Nhiệt độ ấm và oxy của không khí là điều kiện thích hợp cho các vi khuẩn này phát triển và hoạt động mạnh, tạo ra một tiềm năng lớn hơn cho quá trình phân hủy sulfide sắt (ở dạng pyirit) thành sunphat sắt và acid sunphuric. Các môi trường ngập nước vùng nhiệt đới, chẳng hạn các khu rừng đước hay các khu vực cửa sông, có thể chứa hàm lượng pyrit cao hơn so với các môi trường tương tự nhưng ở vùng ôn đới
Pyrit ổn định cho tới khi nó bị lộ ra ngoài không khí, từ thời điểm này thì pyrit bị oxy hóa và sinh ra acid sulfuric. Ảnh hưởng của đất phèn có thể kéo dài trong một khoảng thời gian lớn, và/hoặc lên tới đỉnh theo mùa (sau thời kỳ khô hạn và khi bắt đầu có mưa). Tại một số khu vực, đất phèn đã thau chua từ khoảng 100 năm trước vẫn còn giải phóng ra acid, như tại Australia
Đã có rất nhiều nhà khoa học nghiên cứu và đã chứng minh rằng pyrit có trong đá mẹ (khoáng chất này thường có nhiều ở vùng đất mặn ven biển) là nguồn gốc phát sinh đất phèn; trong điều kiện có không khí, pyrit sẽ bị oxi hoá để tạo thành acid sunfuric và sunfat sắt. Ngoài ra hợp chất pyrit trong đá mẹ, theo Hoàng Kế Mậu (Trung Quốc) thì cây sú, vẹt chứa nhiều lưu huỳnh cũng là nguồn gốc phát sinh đất phèn. Trong quá trình ngập nước, sự phân huỷ của các hợp chất hữu cơ được tiếp tục do sự hoạt động của vi sinh vật yếm khí, do quá trình khử  làm giảm nồng độ Fe3+,  tăng pH, tăng Fe2+ và sản sinh ra  khí CO2, H2S là chất gây độc chính trong môi trường khử của đất phèn.

## Phân bố
Trên thế giới hiện nay có khoảng 15 triệu ha đất phèn, tập trung nhiều nhất ở khu vực Đông Nam Á (chiếm 50 % diện tích). Indonesia có diện tích đất phèn lớn nhất thế giới (2 triệu ha); sau đó đến Việt Nam (1,8 triệu ha).

## Ảnh hưởng tới cây trồng
Nhà khoa học Shouichi Yosida năm 1981 cho biết, tác hại của Fe trong đất phèn chia ra làm hai giai đoạn: giai đoạn một khi đưa nước vào ruộng cây và giai đoạn 2 liên quan chặt chẽ đến bộ rễ do rễ có tác động ngăn chặn sự xâm nhập Fe ở ngoài màng rễ do đó hậu quả xảy ra là có sự ngăn chặn đồng thời với chất dinh dưỡng.
Về nồng độ CO2, theo David Dent (1986) CO2 là sản phẩm chính của sự phân huỷ chất hữu cơ và nó tích luỹ trong đất ngập nước, đất phèn giàu hữu cơ và sắt. Khi nồng độ CO2 cao sẽ làm cho rễ phát triển chậm, dẫn đến héo và giảm khả năng hấp thụ dinh dưỡng của rễ.
Về độc tính của mặn trong đất phèn, theo Yoshida (1981), cây lúa rất mẫn cảm ở thời kỳ 1 đến  2 lá và các giống lúa có khả năng chịu mặn khác nhau…

## Cải tạo đất phèn
Giải pháp để hạn chế độc hại và nâng cao hiệu quả sử dụng của đất phèn:
- Thủy lợi là biện pháp hàng đầu trong hệ thống canh tác lúa. Ngập nước có tác dụng ém phèn, duy trì phèn ở trạng thái tiềm tàng không gây độc cho cây trồng. Ngập nước làm giảm độ độc của  nhôm và tăng lượng lân hữu dụng. Kỹ thuật rửa phèn bằng nước ngọt cũng đã được áp dụng rộng rãi để làm giảm độ pH trong đất phèn…
- Bón vôi có tác động khử chua, khử độc phèn, tăng cường hoạt động của vi sinh vật và quá trình khoáng hoá chất hoà tan hữu cơ trong đất, cải thiện kết cấu của đất.
- Bón vôi 100 – 120 kg/ha trước, sau đó bón cân đối đạm, lân, kali… nhằm giúp vi sinh vật hoạt động tốt hơn.